# Szaffi (film)
A Szaffi 1985-ben bemutatott magyar rajzfilm, amely Jókai Mór 1885-ben megjelent, A cigánybáró című regényéből készült. Története a 18. század első harmadában játszódik. Az animációs játékfilm rendezője Dargay Attila, producere Budai György. A forgatókönyvet Dargay Attila, Nepp József és Romhányi József írta, a zenéjét ifj. Johann Strauss melódiáinak felhasználásával Daróci Bárdos Tamás szerezte. A mozifilm a Pannónia Filmstúdió gyártásában készült, a MOKÉP forgalmazásában jelent meg. Műfaja romantikus kalandfilm. 
Magyarországon 1985. április 11-én, felújított változatban 2018. május 3-án mutatták be a mozikban.
A történet alapja Jókai Mór: A cigánybáró c. műve (1. fejezet) „Ez a felesége (Botsinkay Gáspárnak) georgiai nő volt; Mehemed pasától kapta ajándékba; katolikus hitű volt: megesküdtek. Rá egy esztendőre született egy kisfiúk. Fekete kis cigány forma purdé volt; – hanem hiszen az apa is elég barna volt, az anya meg éppen igen sötét színű. Ezt megkeresztelték Jónásnak.”

## Cselekmény
A történet kezdetén Savoyai Jenő császári hadai ostromolják a Magyar Királyság utolsó, török kézen maradt erősségét, Temesvárt (1716). A vár még kitart, de Ahmed Pasa és csecsemőkorú kislánya, Szófia menekülőben van. Kincseiket Ahmed jó barátja, Botsinkay Gáspár birtokán ássák el, aki eljegyezte Jónás nevű fiát Szofival. Mivel a törökkel barátkozó Botsinkay élete is veszélyben forog, ő is menekülőre fogja. Míg elindulnak a Duna felé, a kis Szaffi a kincs helyét megjelölő levéllel együtt belezuhan a megáradt folyóba, és nem tudják megmenteni. Isztambulban Ahmed Pasát kivégzik a vár feladása miatt, az öreg Botsinkay pedig azelőtt meghal, hogy bárkinek felfedhetné a kincs titkát.
A kis Jónást vándorló cigányok nevelik fel: velük járja a világot, medvét táncoltat, lovat köt el, bűvészmutatványokat hajt végre. Így éri a hír, hogy Károly császár amnesztiát hirdetett. Elhatározza, hogy visszatér, és az adósságban úszó temesi kormányzónál, Feuerstein lovagnál bejelenti igényét a Botsinkay-birtokra. A lovag le akarja beszélni, hiszen hallott a basa kincséről, és kerestette is, mindhiába. Jónás a szétlőtt és kifosztott birtok láttán elkedvetlenedik, de felfedezi a közeli vízparton élő öregasszony, Cafrinka házát. Ő annak idején megmentette Szaffit, aki szépséges hajadonná serdült, és sok nádi állattal osztja meg lakhelyét. Van egy Szaffi nevű macskája is, és Jónás meggyőződésévé válik, hogy Cafrinka boszorkány, aki kedvére oda-vissza változtatja a leány-macskát. Az öregasszony megjósolja Jónásnak Szaffira célozva, hogy ha megházasodik, megleli a kincset. Ő el is határozza, hogy keres magának egy rangja bélit.
Mindezt kihallgatta Puzzola, Feuerstein galád szolgája, akit eredetileg Jónás megölésére küldtek. Puzzola a maga pecsenyéjét sütögetve úgy dönt, hogy hagyja megházasodni a fiút, majd mindenkit eltesz láb alól – jelöltje ráadásul a környék egyetlen nemes lánya, a felkapaszkodott sertéskupec Loncsár gyermeke, Arzéna. A pénztelen kormányzó szíve is Arzénáért dobog, ám adósságai miatt képtelen báróságot vásárolni, márpedig szíve hölgye enélkül nem hajlandó megházasodni. Puzzolának végül a feldúltsága során keletkező gőzt leeresztő csap bőséges nyitogatásával a kormányzót is sikerül rábeszélnie a terv elfogadására.
A háztűznézőbe induló Jónást a szintén a kincsre ácsingózó, dúsgazdag Loncsár irgalmatlanul lerészegíti, ezért botrányba fullad a lánykérés. A kupecből lett nemes levelet ír a kormányzónak, ami Jónás kezébe jut – ő azonban a felbontás nélkül átadja azt. Márpedig Loncsár meg akarja öletni őt, és végül Feuerstein székhelyén a medvetömlöcbe vetik. Medve azonban nincs: Menyus, az idomárja kiette bundájából, mivel a menázsiról megfeledkezett a lovag. Medvebőrbe bújva Jónás elmenekül a várból, és a cigányok segítségével megmenti mindkét Szaffit és Cafrinkát. Még a kincs is előkerül.
Végül minden jól végződik: a Botsinkay-birtok felvirágzik, megszületik a harmadik, legkisebb Szaffi, a gonoszok pedig méltón bűnhődnek: Puzzola visszakerül a bolognai tömlöcbe, Feuerstein pedig Loncsárnál dolgozza le hatalmas adósságát – hajsütővas-melegítőként.

## Alkotók
- Rendező és figuratervező: Dargay Attila
- Írta: Dargay Attila, Nepp József, Romhányi József
- Zenéjét szerezte: ifj. Johann Strauss melódiáiból, Daróci Bárdos Tamás
- Zenei rendező: Pethő Zsolt
- Vezető prímás: Berki László[3]
- Operatőr: Henrik Irén, Losonczy Árpád[4]
- Hangmérnök: Bársony Péter
- Hangasszisztens: Zsebényi Béla
- Vágó: Hap Magda
- Vágóasszisztens: Völler Ágnes
- Látványtervező: Buda László
- Háttér: N. Csathó Gizella, Magyarkúti Béla, Nepp József[5]
- Mozdulattervezők: Bakai Piroska, Bánki Katalin, Dékány Ferenc, Füzesi Zsuzsa, Hernádi Edit, Jenkovszky Iván, Kiss Iván, Szalay Edit, Uzsák János, Zsilli Mária
- Rajzolták: Bajnoczky Mária, Balikó Réka, Botlik Anna, Buza Jánosné, Csóka Melinda, Fülöp Márta, Gyarmathy Ildikó, Juhász Tibor, Koltai Jenőné, Móré Katalin, Nyírő Erzsébet, Pathy Nagy Gabriella, Pócs Jánosné, Prunner Gabriella, Reményi Ágnes, Révész Gabriella, Schrei Zsuzsa, Seregi Katalin, Sikur Mihály, Sostarics Yvette, Szalay András, Udvardi Jenő, Vas Zoltán, Zákányi Edit, Zatykó Eszter, Zsáky Zsuzsa, Zsebényi Mária
- Festették: Bangó Gabriella, Bányai Zsuzsa, Bíró Erna, Böszörményi Tünde, Czeglédi Mária, Demcsák Júlia, Eleöd Bernadett, Gonzales Mariann, Gyebnár Annamária, Gyökössy Zsoltné, Karkosák Zoltánné, Károlyi Borbála, Kóczán Andrea, Lettner Györgyi, Molnár Józsefné, Nánási Eta, Nemes Beatrix, Páhi Lászlóné, Szécsi Hedvig, Tasnádi Katalin, Vígh Jenőné
- Effekt: Gelléri István
- A rendező munkatársai: Hegymegi Pál, Mátrainé Óvári Éva
- Rendezőasszisztens: Jehoda Magdolna
- Színes technika: Ujhegyi Gyula
- Gyártásvezető: Ács Karola
- Produckció vezető: Budai György[5]

- A laboratóriumi munkák a Magyar Filmlaboratórium Vállalatnál készültek.
- Készítette a Pannónia Filmstúdió.

Források

## Szereplők
- Botsinkay Jónás: Kern András
- Szaffi: Pogány Judit
- Cafrinka: Gobbi Hilda
- Feuerstein lovag, a kormányzó: Bárdy György
- Puzzola: Maros Gábor
- Botsinkay Gáspár: Zenthe Ferenc
- Ahmed Pasa: Képessy József
- Arzéna, Loncsár lánya: Hernádi Judit
- Loncsár: Csákányi László
- Menyus; Gazsi bácsi; Strázsa; Énektanár; Papagáj: Gálvölgyi János
- Savoyai Jenő: Suka Sándor
- Adjutáns: Márton András
- Strázsamester: Raksányi Gellért
- Asil, Loncsár inasa: Gera Zoltán
- Puzzola anyja: Czigány Judit
- Fiatal Botsinkay Jónás: Pálok Sándor

Az adatok forrása

## Idegen nyelvű címek
- Angol: The Treasure of Swamp Castle
- Német: Jonas und der verwunschene Schatz

## Televíziós megjelenések
- MTV-1 / M1, Duna TV (korábban), HBO, RTL Klub, SATeLIT, Filmmúzeum, Minimax, M2 (korábban), FEM3 / PRIME, Super TV2 (később), Mozi+, Moziverzum, TV2 Kids
- TV2, Super TV2 (korábban)
- M2 (később), Duna (később), Duna World,  Magyar Mozi TV